# Matériel de manipulation
 (décembre 2016).
Si vous disposez d'ouvrages ou d'articles de référence ou si vous connaissez des sites web de qualité traitant du thème abordé ici, merci de compléter l'article en donnant les références utiles à sa vérifiabilité et en les liant à la section « Notes et références ».

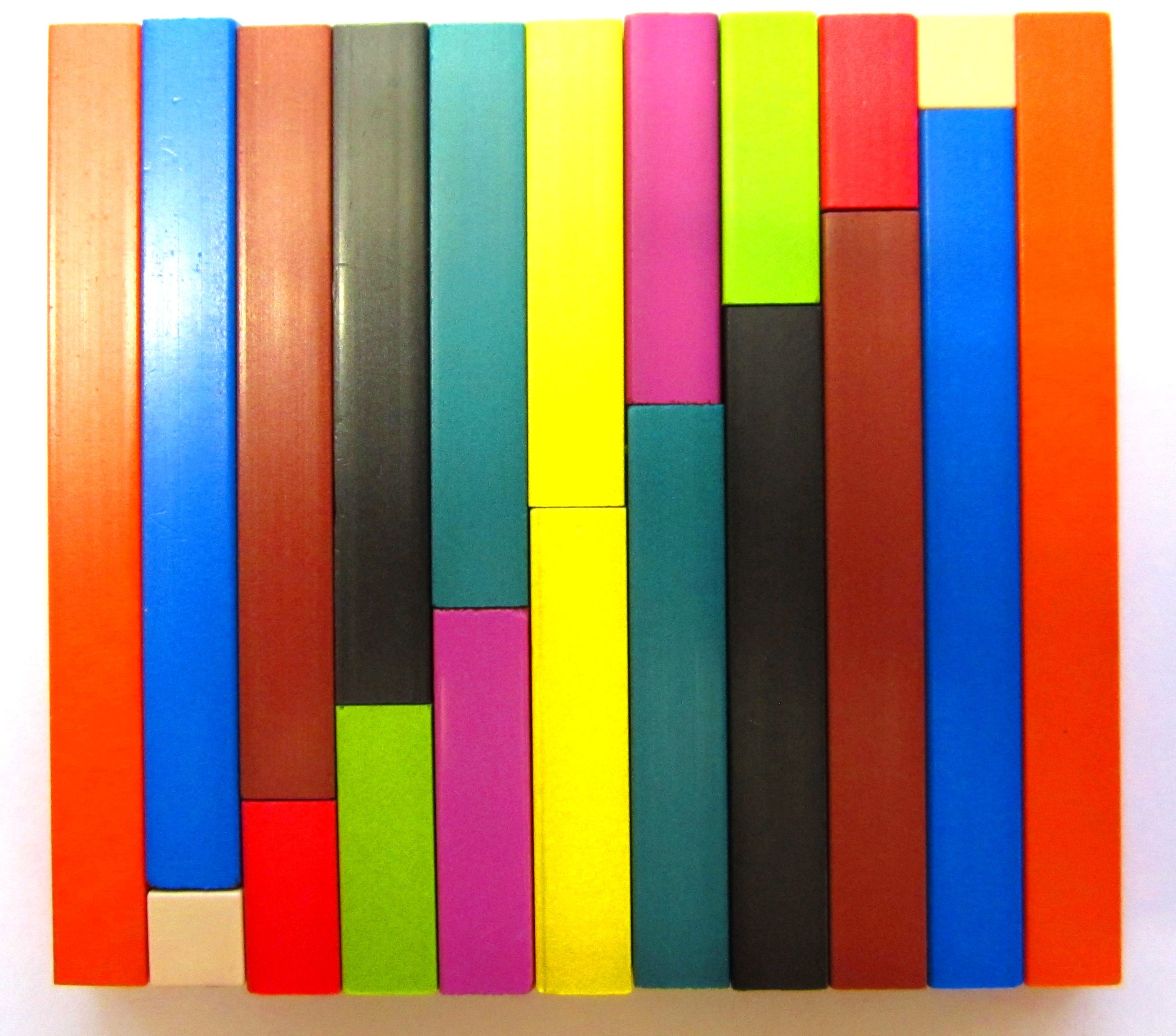
Escalier en Réglettes Cuisenaire.

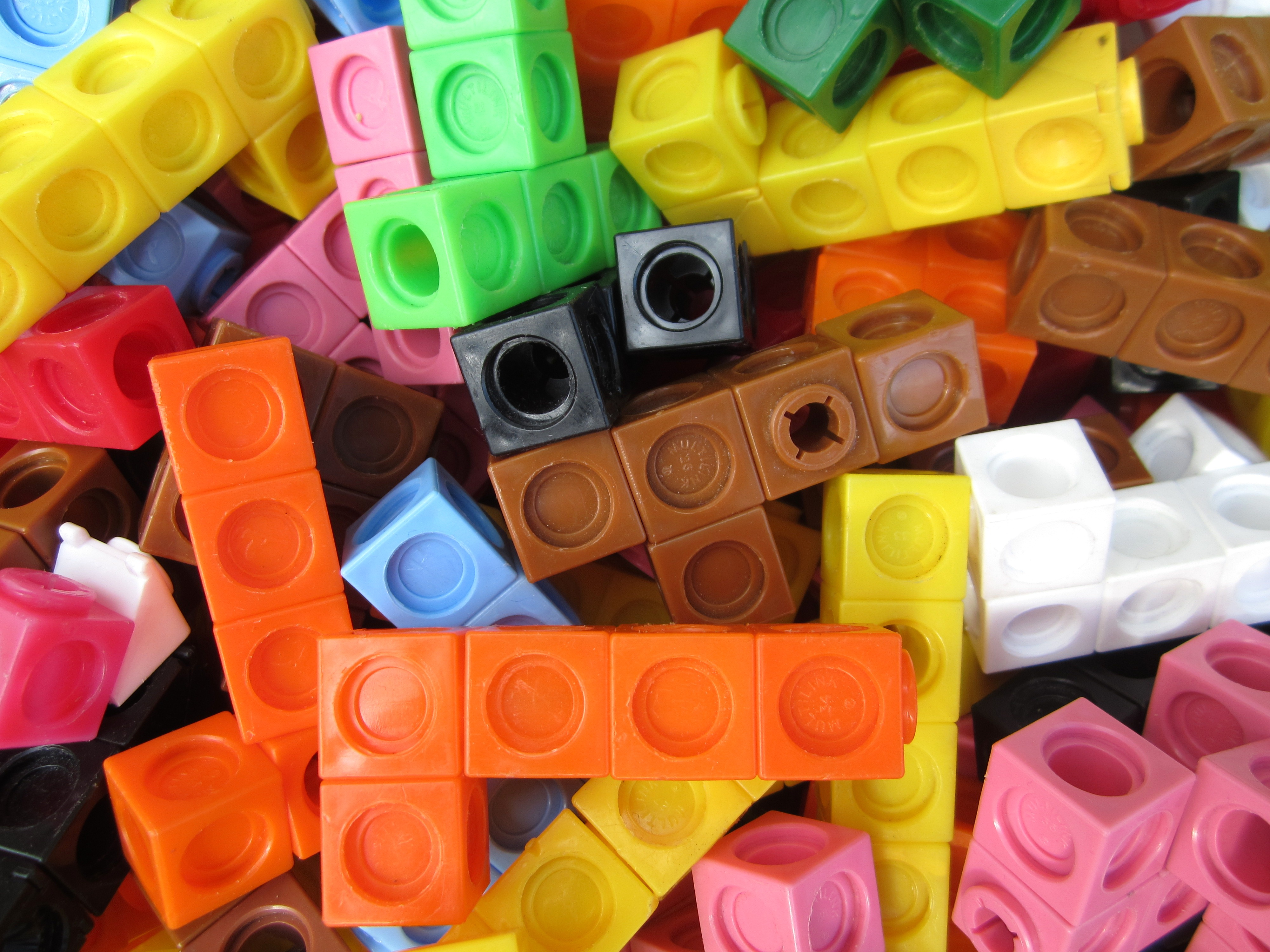
Assemblage de cubes.

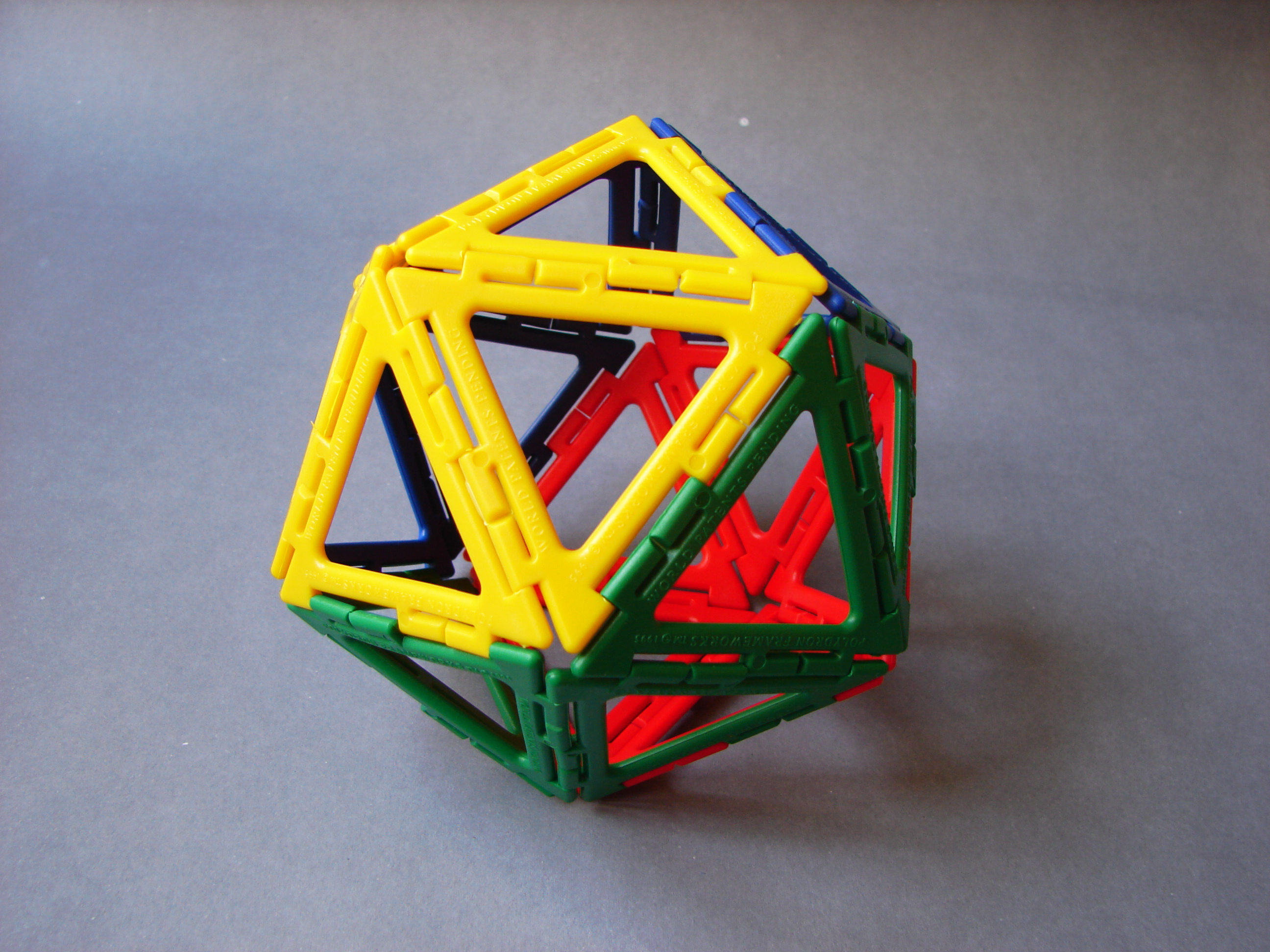
Un Polydron icosaèdre.

Dans l'enseignement des mathématiques, un matériel de manipulation est un objet permettant à l'apprenant de percevoir certains concepts mathématiques, en le manipulant.
L'utilisation de matériel de manipulation en mathématiques a considérablement augmenté au cours de la deuxième moitié du XXe siècle.Ce matériel est fréquemment utilisé lors de la première étape de l'enseignement des concepts mathématiques, celui de la représentation concrète. La deuxième étape est l'étape figurative, puis vient ensuite la troisième étape, l'abstraction. C'est le principe utilisé par la méthode Singapour.
Le matériel de manipulation mathématique peut être acheté ou fabriqué par l'enseignant. Les tangrams, les blocs arithmétiques (réglettes Cuisenaire, blocs de base dix, blocs multibases de Zoltan Dienes), les assemblages de cubes, les jetons de couleurs, les boites de Picbille de Rémi Brissiaud, les bandes de  fraction, les blocs, les Attrimaths, les blocs logiques, les Polydron, les bûchettes, les bouliers ou les geoboards sont tous des exemples de matériel de manipulation commercialisés. Certains enseignants utilisent des haricots secs, des bâtonnets, des bouchons en plastique afin d'illustrer leurs apprentissages.
Le matériel de manipulation est aussi reproduit sous forme virtuelle, pour des manipulations sur ordinateur. Sur le site de la National Library of Virtual Manipulatives se trouve un panel important présentant de nombreux matériels de manipulation sous forme électronique.
Manipuler permet à l'enfant d'ancrer les apprentissages fondamentaux en mathématique, mais aussi dans d'autres matières : les réglettes Cuisenaire sont utilisés en français, et les Attrimaths en art.

## Ressources d'enseignement et d'apprentissage
Le matériel de manipulation joue un rôle crucial dans le développement et la compréhension des mathématiques pour les plus jeunes. Ces objets concrets facilitent la compréhension des fondamentaux mathématiques puis aident à faire le lien vers la figuration et enfin l'abstraction. Chaque matériel présenté ci-dessus propose d'appréhender les concepts mathématiques.

### Les blocs de base 10
Ces blocs sont parfaits pour appréhender les liens entre algèbre et géométrie.
- Les blocs de 1 cm² représentent les unités ;
- les réglettes représentent les dizaines ;
- les plaques représentent les centaines ;
- et le cube représente un millier.

Leur différence de taille permet de nombreuses explorations du concept numérique. L'enfant peut se représenter la place physique des valeurs d'un nombre, et mieux comprendre le processus des quatre opérations.

### Attrimaths

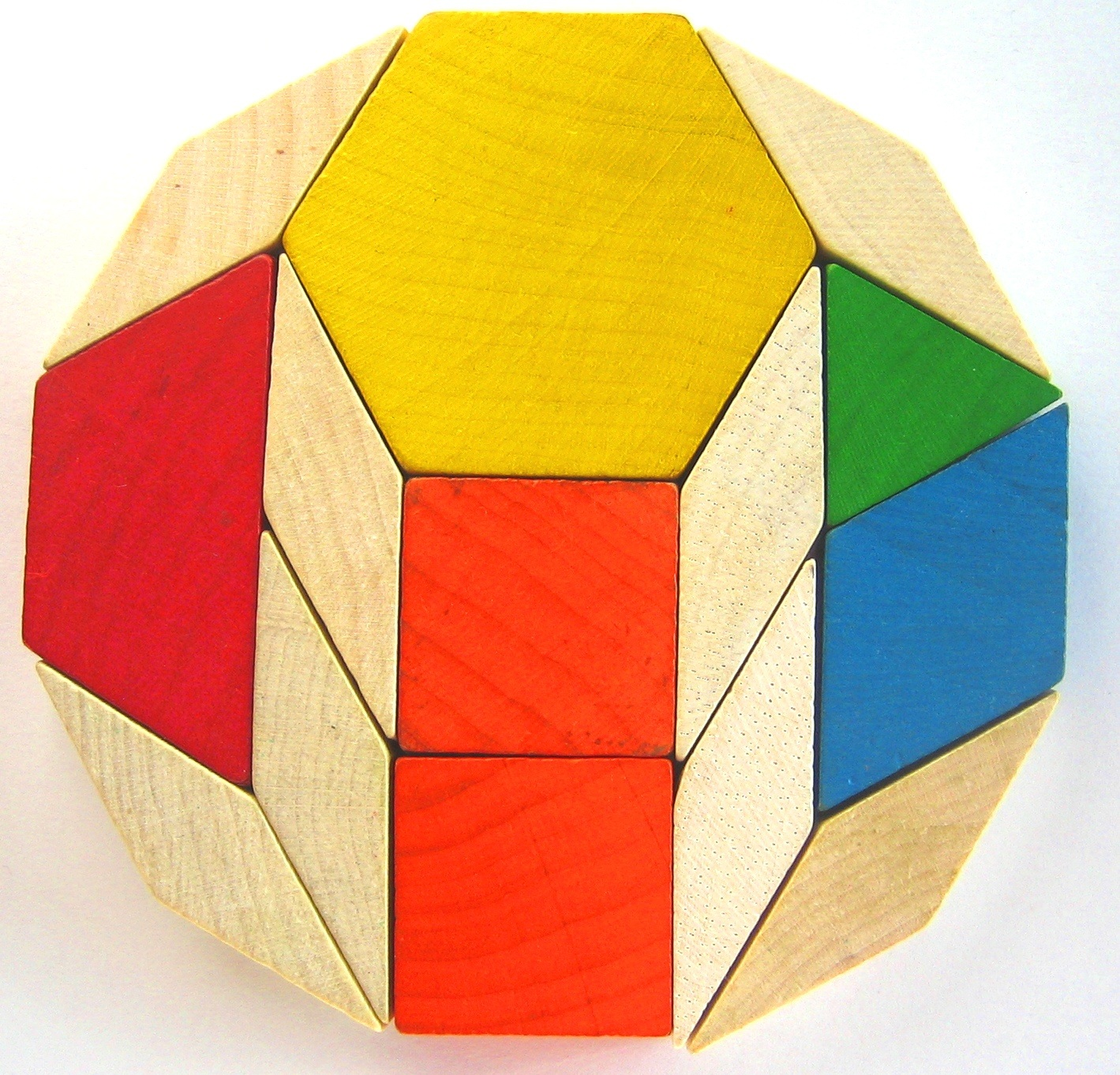
Un exemple d'utilisation des Attrimaths

Les attrimaths (ou Pattern Blocs en anglais) sont des formes en bois de tailles et de couleurs variées :
- triangles verts ;
- trapèzes rouges ;
- hexagones jaunes ;
- carrés orange ;
- petit losange beige ;
- losange bleu.

Les formes sont conçues de telle sorte que l'enfant puisse voir le lien entre elles. Par exemple, trois triangles verts recouvrent un trapèze rouge; deux trapèzes rouges équivalent à un hexagone jaune; un losange bleu est composé de deux triangles verts... Jouer avec les attrimaths aide à la compréhension spatiale et à la décomposition des formes. Ce matériel permet aussi de réaliser des mosaïques, comprendre la symétrie, aborder les fractions, les aires et les périmètres.

### Cubes emboîtables

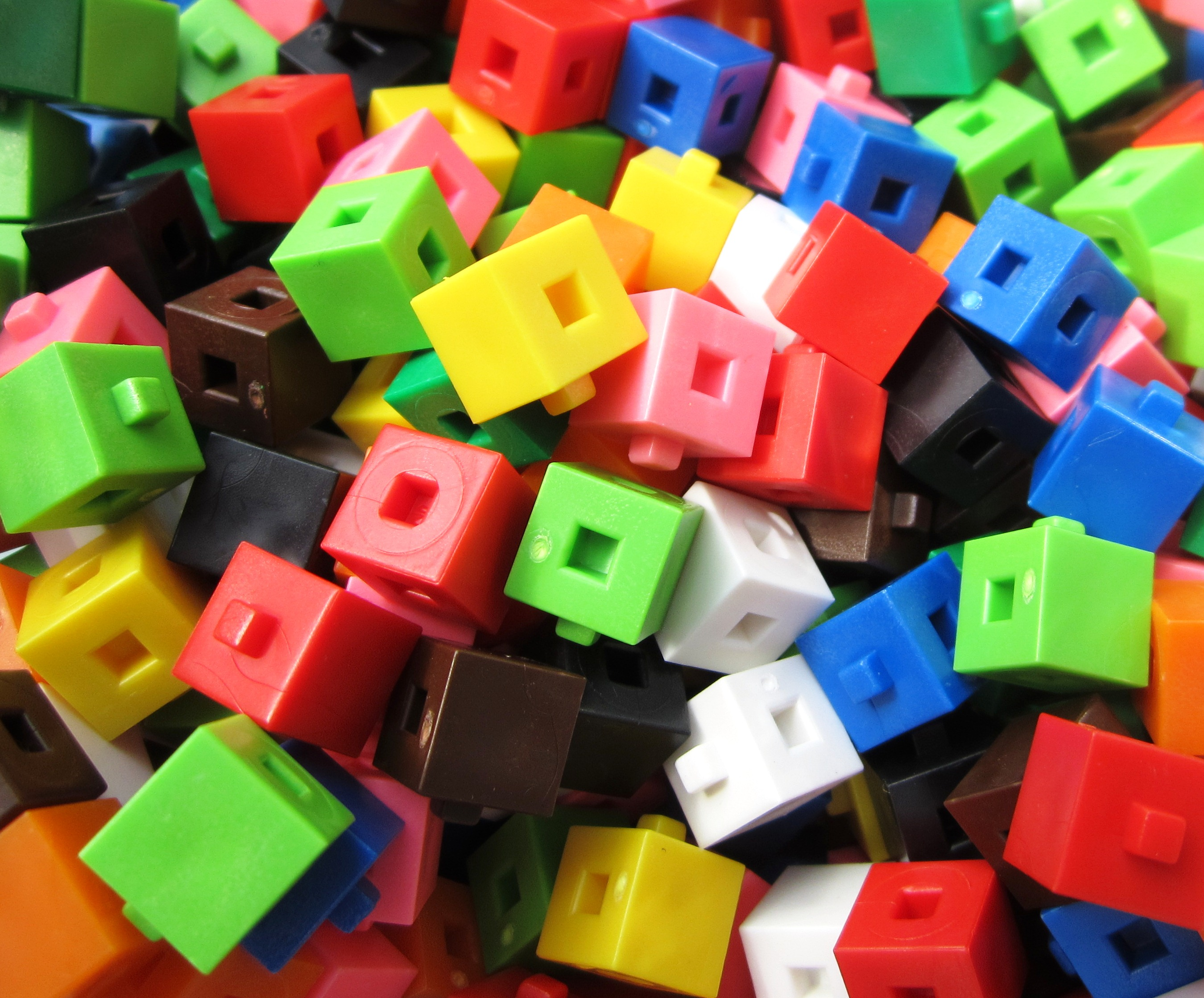
Interlocking centimeter cubes

Les cubes emboîtables d'un centimètre cube s'assemblent les uns avec les autres sur plusieurs côtés. Les cubes "Unifix" en sont une variante; ils ne s'assemblent que par une seule face. Ils sont généralement en plastique et de couleurs variées.
Tout comme les Attrimaths, les cubes emboîtables peuvent être utilisés pour réaliser des frises géométriques : l'enfant expérimente, identifie, reproduit et crée des motifs. L'intérêt de ces blocs est d'identifier facilement le motif répété dans une suite de couleurs.
Les cubes sont aussi utilisé dans les quatre opérations, les mesures et les statistiques, le calcul de périmètres, aires et volumes.